# Ekrem Kemál György
Ekrem Kemál György (Budapest, 1945. június 29. – ?, 2009. június 12.) hungarista, politikus, mozgalomszervező. Édesapját az 56-os forradalomban való részvételéért kivégezték. A rendszerváltást követően alkotmányos rend elleni szervezkedés kísérlete miatt jogerősen elítélték.[forrás?]

## Élete
Az 56-os Széna téri mártír, a félig török, félig magyar származású Ekrem Kemál fia. Édesapját előbb 1957. július 27-én, majd november 23-án is halálra ítélték a forradalom leverése után, amit november 29-én hajtottak végre. Az ítélethirdetés után fia egy órát kapott a búcsúzásra, aki az átélt élmények hatására harcos antikommunistává vált. A rendszerváltás után az 56-os Szövetség egyik vezetője lett, megkapta a Magyar Köztársaság Érdemrendjét. 2009. június 12-én hunyt el.

## Politikai, közéleti szereplései

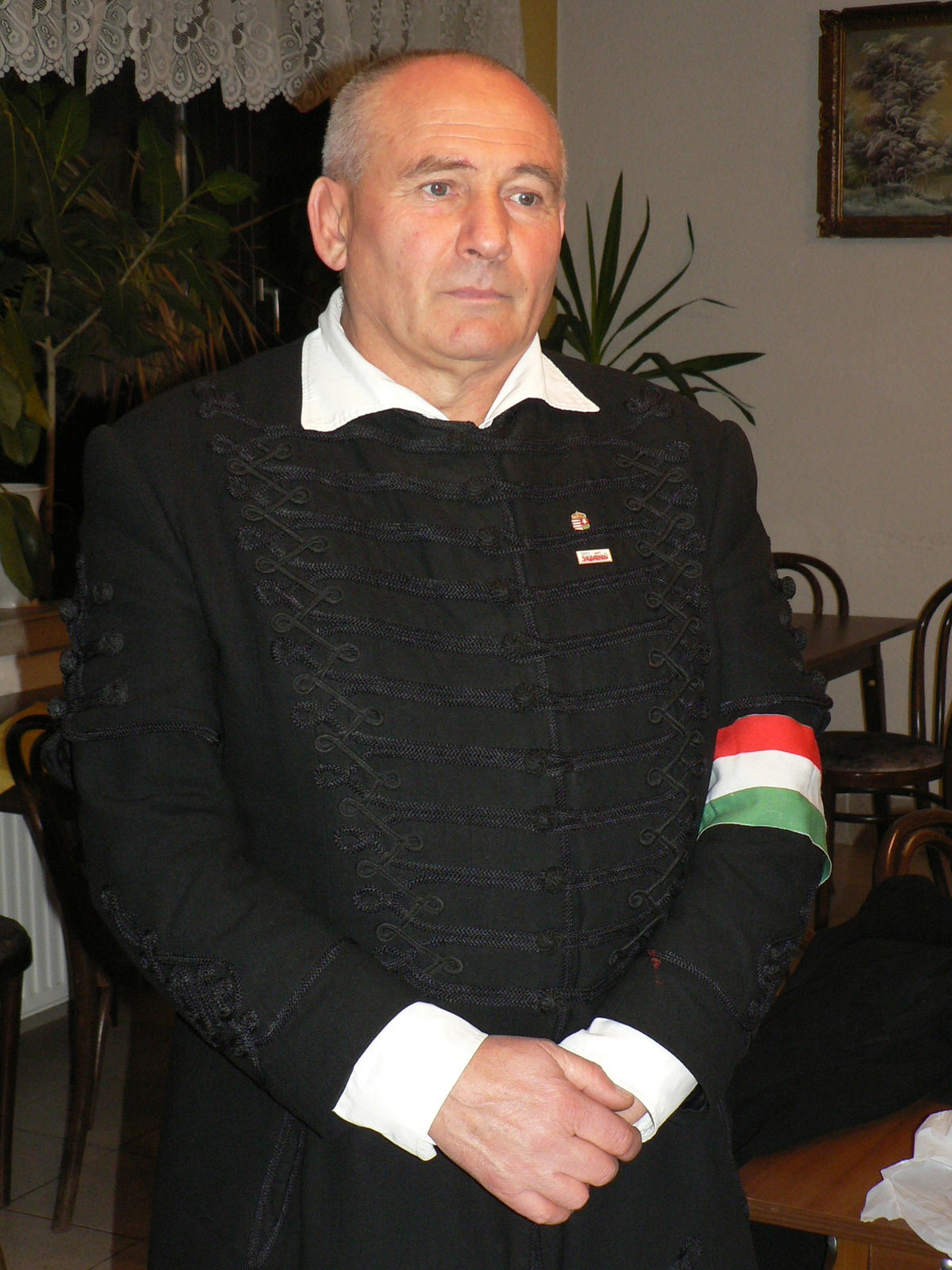
Ekrem Kemál György 2007-ben

Szabó Alberttel, a hungarista Világnemzeti Népuralmista Párt megalakítójával 1993-tól gyakran tartott politikai rendezvényeket a Széna téri mártírok kopjafáinál. Ekrem hamarosan − Szabóval és a hungarista eszmeiséget hirdető Györkös Istvánnal − az újjáalakuló Magyar Hungarista Mozgalom társelnöke lett.
Ő hozta létre 1996-ban a Kommunizmus Üldözötteinek Szövetsége (KÜSZ) elnevezésű, be nem jegyzett szervezetet, amelyet arra akart alkalmassá tenni, hogy az államhatalmat erőszakkal elragadja az alkotmányosan működő szervektől. Tervei között szerepelt, hogy akár fegyverrel is elfoglalja a laktanyákat, lefegyverezze a rendőrséget, lezárja a határokat, letartóztassa a kormánytagokat és politikusokat, valamint korlátozza a köztársasági elnök tevékenységét. Emiatt bíróság elé állították, alkotmányos rend elleni szervezkedés kísérlete és lőfegyverrel visszaélés miatt 2 év, 5 évre felfüggesztett börtönre ítélték, amit később egy évvel csökkentettek. Neve szintén összefüggésbe került az 1997-es pártok székháza ellen végrehajtott csőbombás támadásokkal, ekkor már a Magyar Nemzeti Szabadságpártot vezette. 2006 őszén többek között az ő felhívására ment át a tömeg az MTV székházához, majd megkezdődött a tévé ostroma. Az itt megalakult Kossuth téri szervezetek közül tagja volt a Forradalmi Nemzeti Bizottmánynak.
2009. június 12-én hunyt el. 2009. június 13-án a HVIM által szervezett Trianon-megemlékezésen, egyperces néma csenddel emlékeztek Ekrem-Kemálra.